# الحب الحقيقي (مسلسل)
الحب الحقيقي (بالإسبانية: Amor real)‏٬ هو مسلسل مكسيكي تدور أحداثه خلال العصر البرجوازي في فترة ما بعد الاستقلال المكسيكية في منتصف القرن التاسع عشر. بين شابة نبيلة وجندي فقير تمنعهم الظروف الطبقية من الارتباط والمكائد وتتسبب في زواجها من شاب لقيط محدث نعمة لتتوالى الصراعات بين أبطال الفصة.
أنتج وبث المسلسل من قبل قناة تيلفيزا في عام 2003. وتم توزيعه بنجاح على العديد من البلدان في جميع أنحاء العالم. في عام 2005، تم إصدار المسلسل على قرص دي في دي وأصبح أول مسلسل تلفزيوني يتم إصداره بالترجمة باللغة الإنجليزية. أصدرت قناة تيلفيزا نسخة دي في دي مختصرة من الرواية في عدة بلدان.
حقق المسلسل الروائي الطويل نجاحا باهرا كما تلقى صناعه وطاقم العمل العديد من الجوائز، بما في ذلك جائزة تي في نوفيلاس لأفضل رواية تلفزيونية في عام 2004. عرض المسلسل في الشرق الأوسط مدبلج للغة العربية الفصحى باصوات لبنانية على قناة إل بي سي اللبنانية

## ملخص القصة
ماتيلديه الفتاة الجميلة والثرية أحبت جندياً اسمه ادولفو (موريسيو) لكن أمها رفضت حبهما وأرادت لابنتها أن تتزوج من شاب غني وهو مانويل (فرناندو) الذي أحبها عندما جاء ناظره عليها لأول مرة في السوق قام أخ ماتيلديه بسجن ادولفو وأخبر أخته بأنه تزوج فقامت بالزواج من مانويل لكن يوم الزفاف هرب ادولفو من السجن وأخبر ماتيلديه بالحقيقة لكن أمها وأخوها منعهما وستتزوج ولكنها ستخبر مانويل بأنها تحب رجلا آخر وهذا سيقف حاجزاً أمام زواجهما ولكن مانويل سيكتشف أنه ابن غير شرعي لكن ماتيلديه ستقف إلى جانبه وسيرجع ادولفو ليسترجع حب حياته وهكذا ستتطور الأحداث

## القصة
وقعت ماتيلديه المنحدرة من عائلة أرستقراطية في حب أودلفو الجندي البسيط لكن عائلتها ترفض العلاقة وتفضل تزويجها من مانويل الثري والذي من شأنه أن يعيد لعائلة ماتيلدا أمجادها خاصة بعد أن فقدت كل ممتلكاتها.
يتعرض المسلسل لدائرة الصراع الطبقي في مجتمعات أمريكا اللاتينية، من خلال قصة ماتيلديه الفتاة الجميلة التي تنتمي للطبقة الارستقراطية.
وقعت ماتيلديه في حب الجندي البسيط «أودلفو» الذي لا يملك لا المال ولا النسب وإنما يهبها قلبه وعواطفه. لكن عائلة بينيالفير لها رأي آخر في هذه العلاقة التي ستجلب لهم العار... فأمها تنوي أن تزوجها من «مانويل فوينتس جيرا» الثري الذي حل مؤخرا ببلدتهم والذي أعجب بها عند أول لقاء لهما في سوق البلدة.
لفقت أم ماتيلدا تهمة لأدولفو من أجل إبعاده عن طريق ابنتها، وساعدها في ذلك ابنها أمبرتو وذلك بعد أن علموا أن ماتيلدا تنوي الهرب معه. وسيحاولان بشتى الطرق إرغامها على قبول منويل فوينتس جيرا زوجا لها من أجل استرجاع سند ملكية المنزل الذين يقيمون فيه، والذي هو في حوزة هذا الأخير.
دراما مؤثرة، عبارة عن قصة حب وعاطفة قوية على الطريقة المكسيكية في مواجهة الظلم والقهر والصراع الطبقي، يجسدها كل من ماتيلدا، أودلفو، ومانويل، فأيهما سيفوز بقلبها هل الزوج الثري أم الجندي البسيط؟

## الأبطال
- أديلا نورييغا: ماتيلد بينالفير وبيريستين دي فوينتيس غويرا
- فرناندو كولونجا: مانويل فوينتيس غيرا
- ماوريسيو إيسلاس: أدولفو سوليس / فيليبي سانتاماريا
- هيلينا روخو: أوغوستا كورييل دي بينالفير وبيريستين
- شانتال آنديري: أنطونيا موراليس
- إرنستو لغوارديا: هامبرتو بينالفير وبيريستين
- آنا مارتن: روزاريو أراندا
- ماريانا لافي: جوزيفينا دي إيكازا
- آنا بيرثا إيسبين: برودينسيا كورييل
- بياتريس شيريدان: داميانا غارسيا
- ماريو إيفان مارتينيز: ريناتو بيكيه
- ماوريسيو هيريرا: أوربانو دي لاس كاساس
- أوسكار بون فيغليو: سيكستوا فالديز
- أدالبيرتو بارا: ديلفينو بيريز
- هيكتور سايز: سيلفانو أرزولا
- كيكا إدغار: كاتالينا هيريديا دي سوليس

إنغريد مارتز: بيلار بيكيه دي ماركيز

## وصلات خارجية
- الحب الحقيقي على موقع IMDb (الإنجليزية)
- الحب الحقيقي على موقع فيلمافينيتي (الإسبانية)
- الحب الحقيقي على موقع كينوبويسك (الروسية)
- الحب الحقيقي على موقع قاعدة بيانات الفيلم (الإنجليزية)